# Premio Michel Lebrun
Il Premio Michel Lebrun (nell'originale francese Prix Michel Lebrun) è un premio letterario francese istituito nel 1986 e veniva assegnato ad un libro thriller. Il premio ha già cambiato nome tre volte infatti nel 1986, il suo nome era il Premio Polar di Le mans (Prix Polar du Mans), per poi diventare nel 1993, Premio della Città di Le Mans (Prix de la Ville du Mans), e nel 1997 Premio Michel Lebrun (Prix Michel-Lebrun de la Ville du Mans) in onore della scomparsa l'anno prima scrittore e cofondatore dell'associazione 813. La maggior parte delle quindici persone che agiscono come giudici sono membri dell'associazione 813. Il premio viene assegnato durante la fiera del libro La 24 ore del libro (Les 24 heures du livre), nella città di Le Mans.
La prima edizione del premio è stata assegnato nel 1986 a Jean-Michel Guenassia: Premio thriller Le Mans - Premio Galeries Lafayette Le Mans. Dal 1993, la giuria è stata presieduta da Michel Lebrun, cofondatore dell'associazione 813, romanziere, saggista e enciclopedico della letteratura poliziesca. Dopo la sua morte, avvenuta il 20 giugno 1996, la giuria ha deciso di dare il suo nome al premio.

## Presidenti del Premio
- 1993-1995: Michel Lebrun
- 1996-2006: Pierre Lebedel
- 2007-2010: François Plet
- 2010- : Jean-Claude vallejo

Il Presidente del Premio Plet François dal 2007 è fondatore e presidente onorario della Les 24 heures du livre e fondatore del Premio Polar da Le Mans. Il Premio Michel Lebrun è affiancato con l'associazione 813 e l'associazione 24 ore. Il Presidente del Premio attuale è Jean-Claude Vallejo dal 2010.

## Giuria
La giuria è composta per lo più di persone provenienti da professioni che hanno a che fare con questioni di polizia (Presidente del Tribunale, Direttore della polizia urbana, avvocato, Colonnello della polizia), e il prodotto dei media (giornalisti locali, specialisti in questo universo criminalità fiction: Ouest-France, libero Maine, France 3 ), avidi lettori, professionali e / o gli amanti di letteratura e narrativa poliziesca in particolare.

## Albo d'oro

### Premio Polar di Le mans (Prix Polar du Mans)

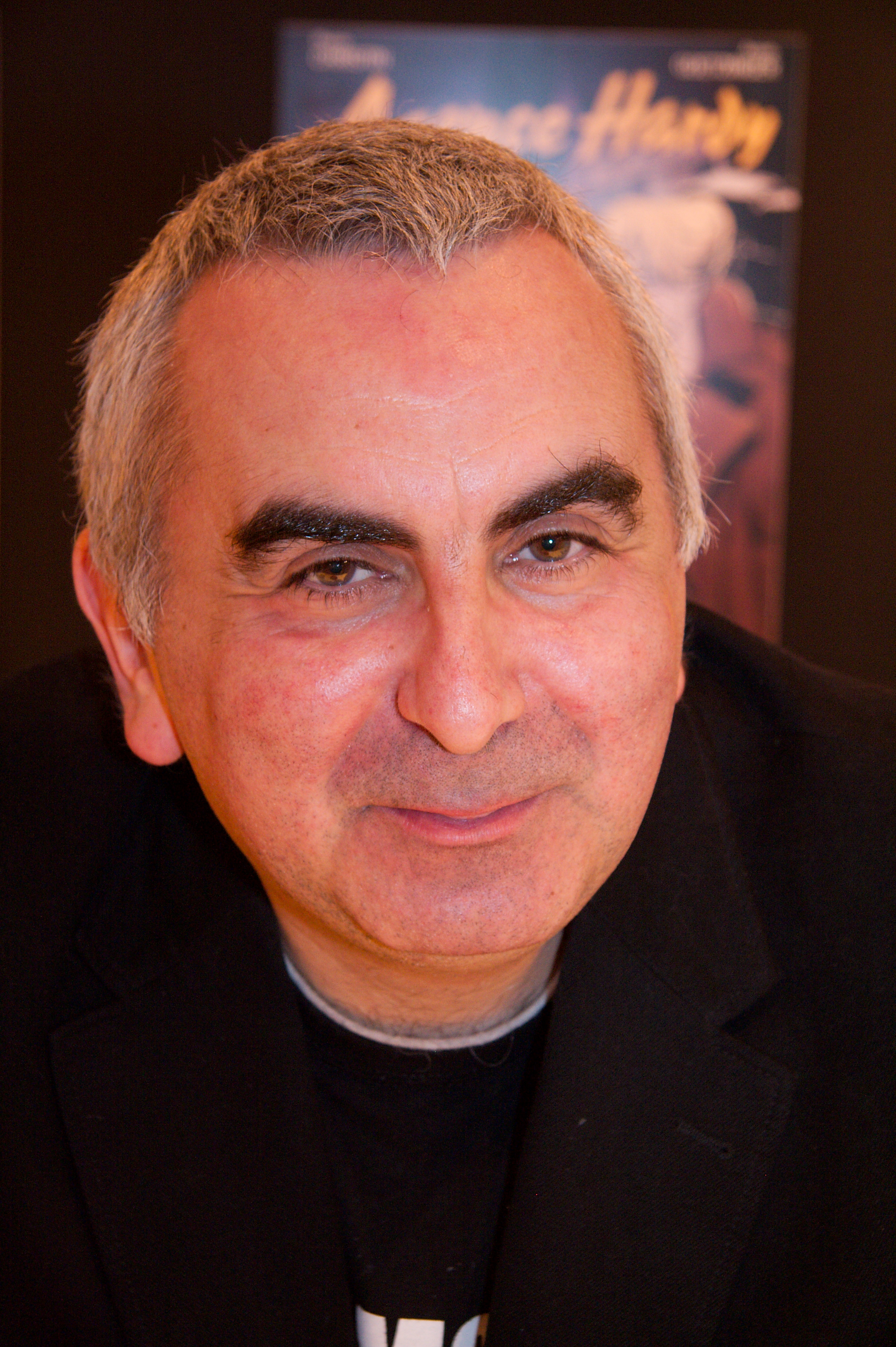
Tonino Benacquista vincitore del Premio Polar di Le mans nel 1990 con Trois carrés rouges sur fond noir

- 1986: Jean-Michel Guenassia per Pour 100 millions (Liana Levi)
- 1987: Daniel Pennac per La Fée carabine (Gallimard)
- 1988: Didier Sénécal per Le Cavalier grec (Albin Michel)
- 1989: Jean-François Vilar per Les Exagérées (Seuil)
- 1990: Tonino Benacquista per Trois carrés rouges sur fond noir (Série noire)
- 1991: Joseph Périgot per Le Bruit du fleuve (Calmann Lévy)
- 1992: Marc Villard per Démons ordinaires (Rivages/Noir)

### Premio della Città di Le Mans (Prix de la Ville du Mans)
- 1993: Thierry Jonquet per Les Orpailleurs (Série noire)
- 1994: Maurice G. Dantec per La Sirène rouge (Série noire)
- 1995: Fred Vargas per Debout les morts (Viviane Hamy)
- 1996: Brigitte Aubert per La Mort des bois (Seuil Policier)

### Premio Michel Lebrun (Prix Michel-Lebrun de la Ville du Mans)

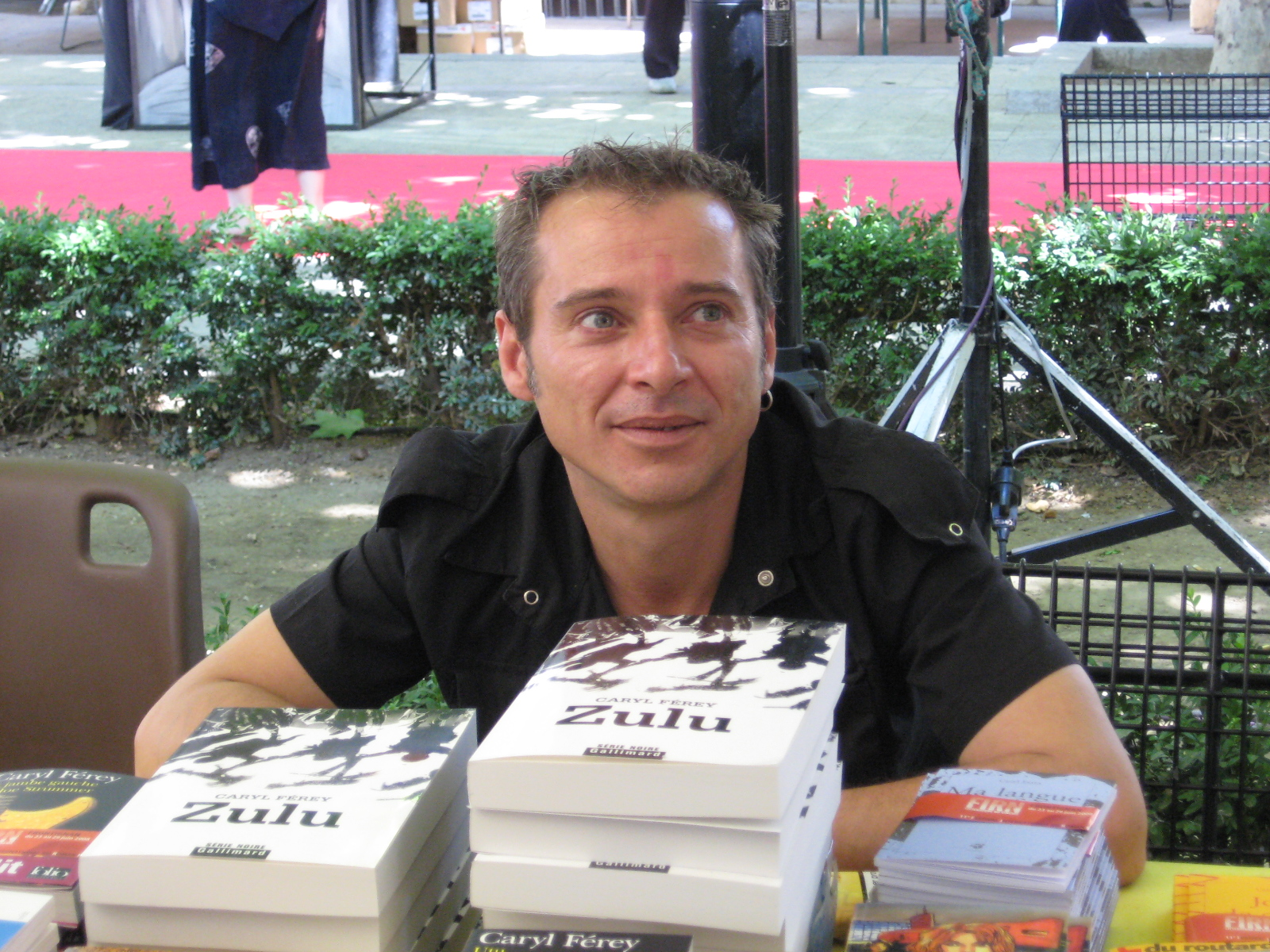
Caryl Férey vincitore del Premio Michel Lebrun nel 2005 con Utu

- 1997: Stéphanie Benson per Le Loup dans la lune bleue (L'Atalante)
- 1998: Xavier Hanotte per De secrètes injustices (Belfond)
- 1999: Jean-Bernard Pouy per Larchmütz 5632 (Série noire)
- 2000: Jean-Marie Villemot per L'Œil mort (Série noire)
- 2001: Dominique Sylvain per Strad (Viviane Hamy)
- 2002: Patrick Bard per La Frontière (Seuil)
- 2003: Claude Izner per Mystère rue des Saint-Pères (Éditions Feryane)
- 2004: Ayerdhal per Transparences (Au Diable Vauvert)
- 2005: Caryl Férey per Utu (Série noire)
- 2006: Maurice Attia per Alger la noire (Actes Sud/Babel noir)
- 2007: Marcus Malte per "Garden of love" (Zulma, 2007)
- 2008: David Le Breton per "Mort sur la route" (Métailié)
- 2009[1]: Antonin Varenne per "Fakirs" (Viviane Hamy)
- 2010[2]: Catherine Fradier per "Cristal défense" (Au Diable Vauvert)
- 2011: Michel Bussi per "Nymphéas noirs" (Presses de la Cité)
- 2012: Jérôme Leroy per Le Bloc (Gallimard / Série Noire)
- 2013: Olivier Truc per Le dernier Lapon (Métailié)
- 2014: Hervé Le Corre per Après la guerre (Rivages)
- 2015: Franck Bouysse per Grossir le ciel (La Manufacture de Livres)
- 2016: Colin Niel per Obia (Rouergue Noir)
- 2017: Pierre Pouchairet per La Prophétie de Langley (Éditions Jigal)
- 2018: Christophe Guillaumot per La Chance du perdant (Liana Levi)
- 2019: Claude Poulain de la Fontaine per Le Quatuor Thérèse (Éditions du Jasmin)
- 2020: Paul Colize per Toute la violence des hommes[3] (HC éditions)
- 2021: Caroline Hinault per Solak[4] (Editions du Rouergue)
- 2022: Olivier Norek per Dans les brumes de Capelans (Éditions Michel Lafon)
- 2023: Louise Mey per Petite Sale (Éditions du Masque)
- 2024: Joseph Incardona per Stella et l'Amérique[5] (Éditions Finitude)